# NGC 3761
NGC 3761 é uma galáxia elíptica (E) localizada na direcção da constelação de Leo. Possui uma declinação de +22° 59' 33" e uma ascensão recta de 11 horas, 36 minutos e 44,1 segundos.
A galáxia NGC 3761 foi descoberta em 11 de Abril de 1882 por Édouard Jean-Marie Stephan.